# East Snake Cay
East Snake Cay är en ö i Belize.   Den ligger i distriktet Toledo, i den södra delen av landet, 120 km söder om huvudstaden Belmopan.